# Минеръл (окръг, Западна Вирджиния)
Вижте пояснителната страница за други значения на Минеръл.
Окръг Минеръл (на английски: Mineral County) е окръг в щата Западна Вирджиния, Съединени американски щати. Площта му е 852 km², а населението – 27 956 души (2012). Административен център е град Кайзър.